# قائمة البعثات الدبلوماسية في دومينيكا

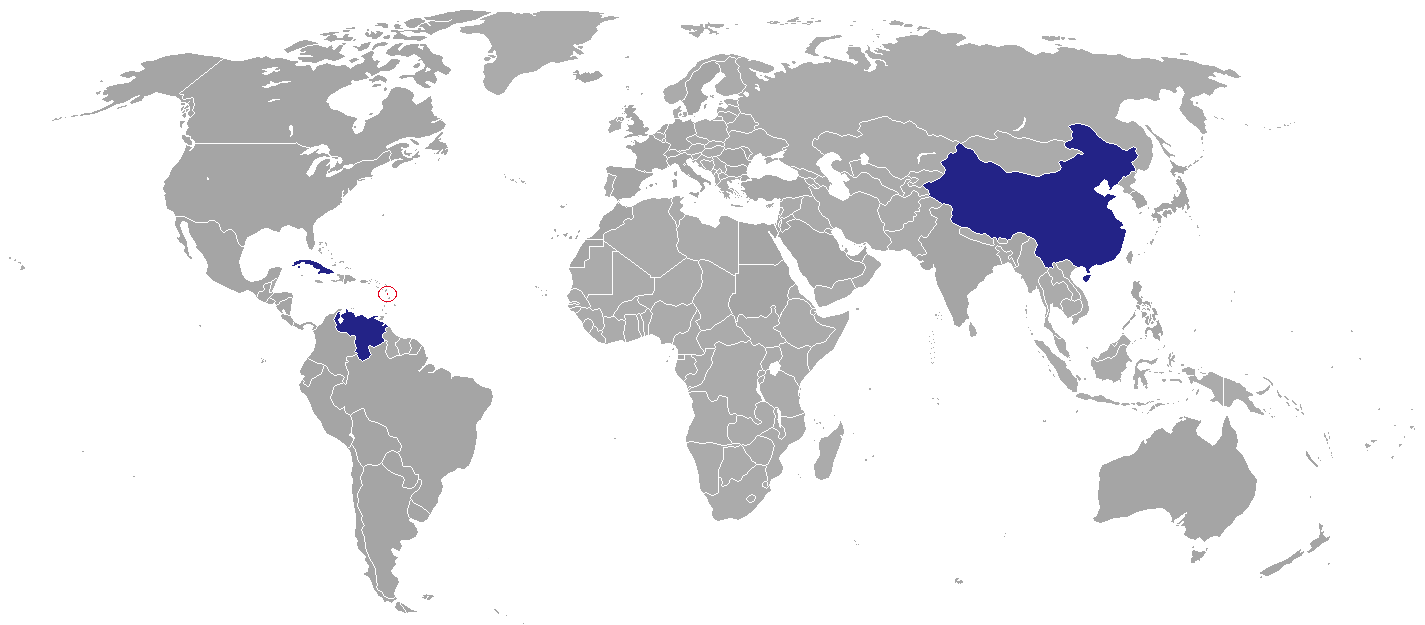
البعثات الدبلوماسية في دومينيكا.

هذه قائمة بالبعثات الدبلوماسية في دومينيكا. تستضيف العاصمة روسو حالياً 3 سفارات. العديد من البلدان الأخرى لديها قنصليات فخرية أو سفراء غير مقيمين، وأغلبهم مقيمين في عواصم أخرى الكاريبي أو في أي مكان آخر.

## السفارات
روسو
- الصين[1][2]
- كوبا[3]
- فنزويلا[4]

## القنصليات الفخرية فيروسو
- بلجيكا[5]
- كندا[6]
- فرنسا[7]
- غيانا
- جامايكا
- المكسيك[8]
- هولندا[9]
- إسبانيا[10]
- السويد[11]
- سويسرا[12]
- المملكة المتحدة[13]

## السفارات المعتمدة
- الجزائر (هافانا)
- الأرجنتين (كنغستون)
- أستراليا (بورت أوف سبين)
- النمسا (بوغوتا)
- البحرين (واشنطن العاصمة)
- باربادوس (بريدج تاون)
- بلجيكا (كنغستون)
- البرازيل (بريدج تاون)
- كندا (بريدج تاون)
- تشيلي (كنغستون)
- ساحل العاج (واشنطن العاصمة)
- كولومبيا (بورت أوف سبين)
- كرواتيا (واشنطن العاصمة)
- مصر (كاراكاس)
- فنلندا (كاراكاس)
- فرنسا (كاستريس)
- ألمانيا (بورت أوف سبين)
- غواتيمالا (بورت أوف سبين)
- غينيا (واشنطن العاصمة)
- هايتي (سانتو دومينغو)
- الهند (جورج تاون)
- إندونيسيا (كاراكاس)
- أيسلندا (مدينة نيويورك)
- إيرلندا (مدينة نيويورك)
- إسرائيل (سانتو دومينغو)
- إيطاليا (كاراكاس)
- اليابان (بورت أوف سبين)
- الأردن (واشنطن العاصمة)
- الكويت (كاراكاس)
- كينيا (واشنطن العاصمة)
- قيرغيزستان (واشنطن العاصمة)
- لاوس (هافانا)
- ليبيا (كاستريس)
- مالي (واشنطن العاصمة)
- جزر المالديف (مدينة نيويورك)
- ماليزيا (كاراكاس)
- المغرب (كاستريس)
- المكسيك (كاستريس)
- هولندا (بورت أوف سبين)
- النرويج (بوغوتا)
- نيوزيلندا (بريدج تاون)
- الفلبين (واشنطن العاصمة)
- البرتغال (بوغوتا)
- بولندا (بوغوتا)
- روسيا (كنغستون)
- سيراليون (واشنطن العاصمة)
- السعودية (كاراكاس)
- صربيا (هافانا)
- سنغافورة (واشنطن العاصمة)
- جنوب أفريقيا (كنغستون)
- كوريا الجنوبية (سانتو دومينغو)
- إسبانيا (كنغستون)
- السويد (ستوكهولم)
- سويسرا (سانتو دومينغو)
- سوريا (كاراكاس)
- السودان (كاراكاس)
- جنوب السودان (واشنطن العاصمة)
- تايلند (أوتاوا)
- تركمانستان (واشنطن العاصمة)
- تايوان (باستير)
- تركيا (سانتو دومينغو)
- تونس (واشنطن العاصمة)
- طاجيكستان (واشنطن العاصمة)
- الإمارات العربية المتحدة (بوجوتا)
- المملكة المتحدة (بريدج تاون)
- الولايات المتحدة (بريدج تاون)
- أوروغواي (كاراكاس)
- أوزبكستان (واشنطن العاصمة)
- فيتنام (كاراكاس)
- اليمن (هافانا)
- زامبيا (واشنطن العاصمة)
- زيمبابوي (أوتاوا)

## راجع أيضًا
- العلاقات الخارجية لدومينيكا
- قائمة البعثات الدبلوماسية لدومينيكا